# David Berman
David Cloud Berman, född David Craig Berman 4 januari 1967 i Williamsburg, Virginia, död 7 augusti 2019 i Brooklyn, New York, var en amerikansk sångare, gitarrist, låtskrivare och poet. Berman var medlem i musikgruppen Silver Jews under åren 1989-2009. Gruppen existerade främst i inspelningsstudion, men gjorde även några turnéer. Idén var från början att spela improviserad musik mest för skojs skull, men de utvecklades senare mot en mer polerad ljudbild av noiserock och med countryinfluenser. Texterna kom att bli eftertänksamma, abstrakta, kryptiska och innehöll ofta svart humor. Berman var den ende konstante medlemmen i bandet. Han bestämde sig 2009 för att helt lämna musiklivet, men återkom i juli 2019 med projektet Purple Mountains som gav ut ett självbetitlat album. Bara några veckor senare begick Berman självmord.

## Diskografi
Album med Silver Jews
- Starlite Walker (1994)
- The Natural Bridge (1996)
- American Water (1998)
- Bright Flight (2001)
- Tanglewood Numbers (2005)
- Lookout Mountain, Lookout Sea (2008)

Album med Purple Mountains
- Purple Mountains (2019)